# Tonni Pedersen
Tonni Marie Pedersen gift Weber (født 6. november 1921 i Aarhus, død maj 2015 i Hvidovre) var en dansk defektrice, bogholder, svømmer og atlet.
Pedersen og hendes forældre rejste til København allerede i 1922, hvor hendes far fik et skrædderværksted. De boede først på Nørrebro og senere på Østerbro. Pedersen begyndte sin svømmekarriere som 13 årig og svømmede for "Triton", som holdt til i Østerbro Svømmehal. Hun kom ikke til start ved EM i svømning 1938 i London, da hendes specialdistance 800 meter fri endnu ikke var på EM-programmet. Hun blev udsat for en trafikulykke i 1937, hvor en motorcyklist ramte hende, hvorved hun brækkede kæben. Det satte hende ude af stand til at konkurrere i seks måneder, og hun lykkedes ikke at kvalificere sig på de kortere distancer til det stærke danske EM-landshold. Den 7. august, midt under de pågående Europamesterskaber, satte hun verdensrekord på 1000 yards (ca. 915 meter) på badeanstalten "Sønderstrand" i Københavns sydhavn med tiden 13:15,9. Rekorden fik hun ikke lov at have i mere end 16 dage. Pedersen vandt senere samme år det 5,6 km lange prestigefyldte kanalsvømning Quer durch Berlin i ny rekord tid 1:17,25 og slog række af de europæiske svømmestjerner. Hun deltog i flere af de rekordløb, hvor Ragnhild Hveger satte sine verdensrekorder, og kom flere gange ind som nummer to i tider der var bedre end de stående rekorder. Hun vandt flere danske mesterskaber. Hun blev udtaget til OL i Helsinki i 1940. Men det blev ikke til noget på grund af anden verdenskrig.
Idrætshistorikeren Hans Bonde skrev kritisk i Fodbold med fjenden (2006) om det omfattende idrætssamarbejde mellem Tyskland og Danmark under nazismen, og at den danske deltagelse blev udnyttet af nazisterne. Når de danske svømmepiger i 1938 svømmede i Tyskland, var det efter Krystalnatten og hvor jødiske svømmepiger var blevet udelukket fra sportsdeltagelse. Tonni Pedersens far var antinazist og hendes bror Carl Aage Pedersen var involveret i modstandsarbejde.
Tonni Pedersen sluttede med svømning under besættelsen, for man manglede brændsel til at opvarme svømmehallens vand, og hun syntes at det var ubehageligt med det kolde vand. Hun kastede sig over atletik i Københavns IF og vandt det første danske mesterskab i spydkast for kvinder 1944 med et kast på 35,10 meter og satte to danske rekorder; 36,80 i 1942 og 38,77 i 1944, et resultat som det år var det 17. bedste i verden. 
Til et svømmestævne i Bogense i 1938 mødte Tonni Pedersen svømmeren Sigurd Weber, som var modstandsmand under besættelsen. De blev 1951 gift og hun ændrede dermed navn til Tonni Weber.

## Personlige rekorder
- Spydkast: 38,77 (København 27. august 1944)
- Diskoskast: 31,10 (1943)